# 新潟ニュース845
『新潟ニュース845』（にいがたニュースはちよんご）は、2008年3月31日からNHK新潟放送局で放送されている『NHKニュース』のローカルニュース番組。

## 概要
『新潟FILE845』を前身とする番組で、オープニングやセットなどをリニューアルする形でスタートした。18時台に放送の『新潟ニュース610』が取り上げたニュースや地元の話題をダイジェストで振り返る。

## 放送時間
- 平日 20時45分 - 21時00分（JST）
- 祝日、年末年始には放送を休止し、20:55 - 21:00に東京の本部・首都圏局発の『ニュース・気象情報（関東・甲信越地方向け）』を放送する（12月31日を除く）。
- オリンピック期間中は『NHKニュース』に改題の上、5分繰り下げ・短縮（20:50 - 21:00）して放送する。
- また、2019年8月13日 - 16日・2020年8月11日 - 14日は平日ではあったが休止し、代替として東京発の『ニュース845（関東・甲信越地方向け）』を同時ネットした[1]。

## キャスター
- NHK新潟局のアナウンサー、契約キャスターが交替で担当。

## オープニング
- 時期不明
  - 「首都圏ニュース845」の旧テーマ曲・CGがベースのオープニング。「首都圏ニュース」のところを「新潟」に変更したものを使用した。
- - 2024年3月1日
  - お天気カメラをバックに、青い球体から「Living Information」「Politics」「Sports」などといった、ニュースで扱われるジャンルの英単語が白い線が繋がれるように伸びていき、最後は「NIIGATA NEWS 845」と文字が現れる。
- 2024年3月4日 - 2024年3月29日
  - 2024年3月1日まで使われていたオープニングテーマのマイナーチェンジ版。BGMはそのままだが、CGがリニューアルされている。

- 2024年4月1日 - 
  - それまで青が主体だったCGはオレンジがメインのものに変更され、BGMもバイオリン風からピアノ風に変わった。

## その他
- 2019年6月23日未明に放送された『今夜も生でさだまさし〜まさしA型ここは新潟〜』[2]は当初新潟港から生放送する予定だったが、直近に発生した地震の影響により会場を変更、本番組のスタジオ[3]を使用して放送された。